# Paida haemaplaga
Paida haemaplaga är en fjärilsart som beskrevs av George Francis Hampson 1910. Paida haemaplaga ingår i släktet Paida och familjen nattflyn. Inga underarter finns listade i Catalogue of Life.